# ソーカル事件
ソーカル事件（ソーカルじけん、英: Sokal affair）とは、ニューヨーク大学物理学教授だったアラン・ソーカルが、1995年に現代思想系の学術誌に論文を掲載したことに端を発する事件をさす。
ソーカルはポストモダン思想家の文体をまねて科学用語と数式をちりばめた「無内容な論文」を作成し、これをポストモダン思想専門の学術誌に送ったところ、そのまま受理・掲載された。その後ソーカルは論文がでたらめな内容だったことを暴露し、それを見抜けず掲載した専門家を指弾するとともに、一部のポストモダン思想家が自分の疑似論文と同様に、数学・科学用語を権威付けとしてでたらめに使用していると主張した。
論文の発表につづいてソーカルは、フランスのポストモダン思想家を厳しく批判する著作を発表し、社会的に大きな注目を浴びた。

## 事件の経緯

### ソーカル論文の掲載
1994年、ニューヨーク大学物理学教授だったアラン・ソーカルは、同じくニューヨーク大学教員のアンドリュー・ロスが編集長をつとめていた学術誌『ソーシャル・テキスト』に、「境界を侵犯すること：量子重力の変換解釈学に向けて」("Transgressing the Boundaries: Towards a Transformative Hermeneutics of Quantum Gravity") と題した論文を投稿した。
この論文は、ポストモダンの哲学者や社会学者達の言葉を引用してその内容を賞賛しつつ、それらと数学や理論物理学を関係付けた内容だったが、実際は意図的にでたらめを並べただけの無内容な疑似論文であった。
この論文に使われていた数学・物理学用語は、専門家でなくとも自然科学の高等教育を受けた者ならいいかげんであることがすぐに見抜けるお粗末なもので、また放射性物質のラドンと数学者のヨハン・ラドンを混用するなど、少し調べると嘘であることがすぐ分かるフィクションで構成されていた。
ソーカルの投稿の意図は、この疑似論文がポストモダン派の研究者によってでたらめであることを見抜かれるかどうかを試すことにあった。しかし論文は1995年に受理され、1996年5月発行の『ソーシャル・テキスト』にそのまま掲載されてしまった。

### 暴露・スキャンダル
掲載からまもなく、ソーカルは別の雑誌においてこの論文がまったく無内容な疑似論文であることを暴露し、大きなセンセーションを巻き起こした。『ソーシャル・テキスト』誌自体は、発行部数が当時800部ほどに過ぎなかったが、ソーカルが別の雑誌で自分の行動を告白すると社会的な注目を浴び、ニューヨークタイムズやル・モンドなど有力紙で報じられた。ソーカルは後に「一般向けのジャーナリズムと専門家向けの出版界に嵐のような反応を引き起こした」、と振り返っている。
ソーカルの疑似論文が掲載されたのは、科学論における社会構築主義に対する批判への再反論や、ポストモダン哲学批判への再反論をあつめた特集号で、「サイエンス・ウォーズ特集号」と題されていた。そこにソーカルの疑似論文の無意味さを見抜けず掲載してしまったことを、ソーカル自身は、編集者にとって「考えられるかぎり最悪の自滅行為」だったと嘲笑している。
疑似論文を掲載した『ソーシャル・テキスト』誌は査読制度を採っていなかったために失態を招いたと言われ、事件からまもなく査読制度を取り入れた。

### 『知の欺瞞』出版
その後、1997年にソーカルは数理物理学者ジャン・ブリクモンとともに『「知」の欺瞞』と題する著作を発表した(原題は "Impostures Intellectuelles"で「知的詐欺」の意) 。この中でソーカルは、ジャック・ラカン、ジュリア・クリステヴァ、リュス・イリガライ、ブルーノ・ラトゥール、ジャン・ボードリヤール、ジル・ドゥルーズ、フェリックス・ガタリ、ポール・ヴィリリオといった思想家を俎上にあげ、ポストモダニストを中心に、哲学者、社会学者、フェミニズム信奉者（新しい用法でのフェミニスト）らの自然科学用語の使い方が、自分の作成した疑似論文と同様にいいかげんで無内容だと主張した。
こうした批判の真意は、思想家が数学や物理学の用語をその意味を理解しないまま遊戯に興じるように使用していることへの批判だった、とソーカルは後にコメントしている。ポストモダン・ポスト構造主義の思想家であっても、ジャック・デリダやロラン・バルト、ミシェル・フーコーは、ソーカル事件においては直接批判対象になっていない（ただし、ソーカルは事件前にデリダの批判を行っている。#反応 参照）。
ソーカルとロスは、2020年現在、ともにニューヨーク大学の教員である。

### ソーカルへの批判
ソーカルの一連の行動に対しては、文芸批評家・法学者のスタンレー・フィッシュを中心とする研究者から、学術論文のでっちあげには破壊的な影響があるといった反発が起きて、ソーカルの行動をめぐって大きな論争となった。
上記のようにソーカルは「ポストモダン哲学」において使われる比喩やアナロジーを執拗に嘲笑しているだけで、思想そのものの検討や批評はまったく行っていないため、ソーカルの行為は「単なる揚げ足取りにすぎない」「本そのものを読んでいない」として事件当初から厳しく批判されてきた。
実際に、その後もデリダを中心とする「ポストモダン哲学」の学術的重要性が減じることはなく、現在にいたるまで彼らの思想が重要な研究対象でありつづけているのは、ソーカルによる批判が本質的なものではなかったためだとも指摘される。
また近年では、そもそもソーカルが行った疑似論文発表は本人が言うような「いたずら」「ささやかな実験」といった軽いものではなく、研究者間の信義を裏切るきわめて悪質な行為で、現在ならば間違いなく重大な論文不正として学界追放の対象になるとも指摘されている。また『ソーシャル・テキスト』の編集長がニューヨーク大学におけるソーカルの同僚だったため、ソーカルの単なる個人的な確執が事件の背景にあったとも指摘されている。

## 「知」の欺瞞
ソーカルとブリクモンは『「知」の欺瞞』の中で、著作の目的を次のように述べている：
ソーカルによれば、彼ら（ポストモダン思想家）が執筆しているのは科学の論文ではなく、従って彼らの科学用語は比喩としての役割以外のものはない。従ってその厳密な科学的意味を求めても意味はなく、イメージを介して表現しにくい物事を語っているだけである。それは「用語の本当の意味をろくに気にせず、科学的な用語を使って見せる」行為であり、ポストモダン思想家たちは「人文科学の曖昧な言説に数学的な装いを混入し、作品の一節に「科学的」な雰囲気を醸し出す絶望的な努力」をしている。
しかしポストモダン思想家たちの科学的なナンセンスぶりは単なる「誤り」として見過ごすことができるような代物ではなく、「事実や論理に対する軽蔑、といわないまでもひどい無関心がはっきりとあらわれている」。
さらにソーカルは、ポストモダニストの中には、比喩以外の文脈で科学用語を乱用しているものもいると主張する。ソーカルによれば、ラカンは神経症がトポロジーと関係するという自身のフィクションについて、「これはアナロジーではない」とはっきり発言している。また、ブルーノ・ラトゥールも、経済と物理における特権性に関する自身のフィクションについて、「隠喩的なものでなく、文字通り同じ」と隠喩でないことを強調している。また、クリステヴァは、一方で詩の言語は「(数学の)集合論に依拠して理論化しうるような形式的体系」であると主張しているのに、脚注では「メタファーとしてでしかない」と述べている。
ソーカルとブリクモンはこれらの思想家の著作における「科学」がいかにデタラメか繰り返し批判しているが、比喩や詩的表現そのものを批判したわけではなく、批判の焦点は、ポストモダニストが「簡単なことを難しく言うために比喩を使っている」という点にあった。ポストモダン思想家による数学や物理学のアナロジーは、「場の量子論についての非常に専門的な概念をデリダの文学理論でのアポリアの概念にたとえて説明」して失笑を買うようなものだ、とソーカルは述べている。

## 反応
デリダは、ソーカルらが初期の「欺瞞」攻撃を展開しはじめた雑誌論文では、自分のことを標的としていたにもかかわらず、1997年10月19日の「リベラシオン」紙上では「フリリューとリメは我々がデリダに不公正な攻撃を加えたと非難しているが、そんな攻撃はしていない」とし、アルチュセール、バルト、デリダ、フーコーらを取り上げなかったとしたこと、そしてその記事の原文（タイムズ・リテラリー・サプルメント紙）ではデリダの名前を外し、そのフランス語訳においてデリダを標的としなかったことを指摘したうえで、「なんというご都合主義でしょうか。お二人は真面目じゃない」と断じた。また、ソーカルらの批判活動の初期における対象であったデリダの言説は、1966年の講演でイポリットからの質問への即興的な応答のみを扱ったもので、デリダはソーカルらの批判の展開を予期し、議論を準備していたが、そうはならなかったこと、またゲーデルの公理や決定不能性について、デリダは幾度も言及しているにもかかわらず、それを問題としなかったこと、つまり「読む作業をしなかった」と非難した上で、「悪戯が仕事の代わりになるとは、なんとも悲しむべきではありませんか」とソーカルたちの手段を皮肉っている。
しかし、ジャック・ブーヴレスは、ソーカルたちを擁護する立場から、デリダのこの発言を不誠実な対応だと批判している。
また、ソーカルによればクリステヴァは「偽情報」を提供したとしてソーカルたちを批判したという。
ソーカルの『「知」の欺瞞』は、認識論における認識的相対主義も批判の対象にしているが、この分野に関しては「素朴実在論」「クーン以前」と批判する論者も存在する。

## イグノーベル賞
1996年、「ソーシャル・テキスト」誌の編集長はソーカル事件の件に関してイグノーベル文学賞を受賞した。
「著者でさえ意味がわからず、しかも無意味と認める「論文」を掲載した」のが受賞理由である。
受賞に際しての「ソーシャル・テキスト」誌の編集長のコメントは「ソーカルの論文を掲載した事を、心の底から後悔しています」であった。
編集長はイグノーベル賞の授賞式に出席しなかったが、ソーカルは祝福のメッセージを寄せ、そのメッセージは授賞式で読み上げられた。

## 日本における影響
日本では、山形浩生らがソーカルらの批判に応じて、浅田彰の著書「構造と力」の一部の記述を同様の仕方で批判した。これに対して、浅田は、雑誌『批評空間』の公式ウェブサイトで返答している。黒木玄は、この点について、疑似科学批判を展開する立場から、「『構造と力』を実際に覗いてみると、 3次元空間内での「クラインの壺」の擬似的な実現に頼った説明の仕方をしているのは、山形浩生ではなく浅田彰の方である」とし、「大したことじゃないんだから、浅田彰は自分自身の失敗を認めた方が良かった」として山形を擁護している(黒木玄 2002)。しかし、この山形の批判に対して、大阪大学数学教室のトポロジスト（位相幾何学者）菊池和徳は、文脈上の流れから浅田の説明が誤っていないと反論し、最終的に山形も掲示板で自らの間違いを概ね認めた。
なお、浅田は、ソーカル事件で示されたフランス現代思想潮流の衒学性の問題については、フランスで『「知」の欺瞞』が出版された1997年（平成9年）当時から少なくとも2001年（平成13年）8月1日にいたるまで、一貫して「ソーカル事件」の教訓を強調し、ソーカルらによる論証は対象となるそれぞれの論者を本質的に批判しておらず、また批判の根拠たる科学主義も絶対ではないと応じながらも、「明晰にできることはできるだけ明晰に」すべきだというソーカルの意見をある程度認めている。
思想史家の仲正昌樹は、浅田と同様ソーカルたちの一部の主張を認めながらも、浅田とは必ずしも同じ見解を共有していないものの、批判対象とされた哲学者たちに関する文章や論考を執筆している立場から、ソーカルたちの主張が彼らの趣旨とは全く離れる形で、哲学が苦手な読者層や人文系に精通していない学者に受容され、ソーカルたちが批判した哲学者やそれに影響された評論が過小評価・誤解されている現状や、ソーカルの主張だけを耳にしてソーカル事件の問題点を誤解・無視している読者やネットユーザーを批判し、『「知」の欺瞞』の日本語訳者たちについても、邦訳する際にソーカルたちが明らかに誤読をしている・文脈を見誤っている部分を訳注などで示していないことを問題視している。文芸評論家の山川賢一は、仲正が著作『集中講義　日本の現代思想』において、ポストモダンが勢いを失った理由としてソーカル事件を挙げていないとして、仲正のブログ記事と『集中講義　日本の現代思想』における不整合を指摘しながら「ソーカル事件についての理解がずれており、反論に値しない」と揶揄しているが、仲正は、ソーカルとブリクモンが槍玉に挙げていた部分がポストモダン哲学における議論の本筋とは無関係であることを主張し、二人の知識不足による混同や誤読を詳細な解説を交えて指摘しながら、日本におけるポストモダン哲学の勢いの低下とソーカル事件はそもそも因果関係が成り立っていないと再反論する中で、山川側の根本的な哲学史的知識や社会礼節の欠如を、自身のコラム内で批判している。